# FA Cup 1921/22

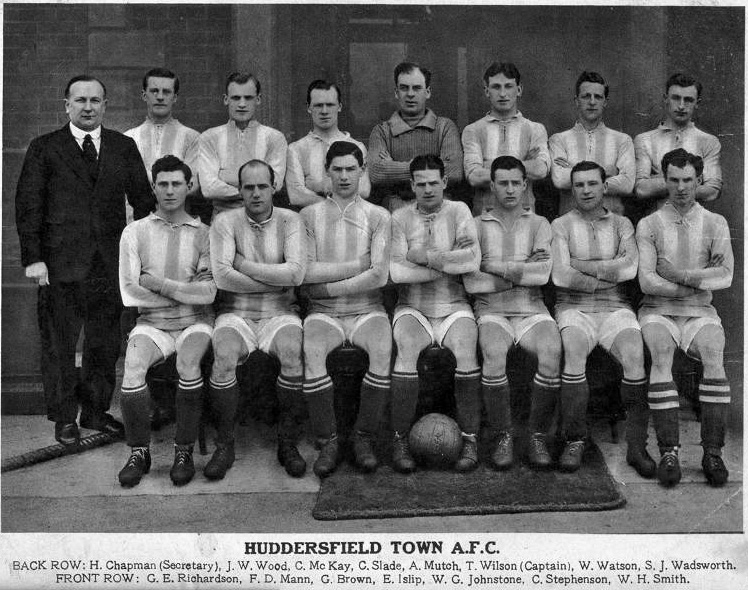
Die Siegermannschaft von Huddersfield Town im Jahr 1922.

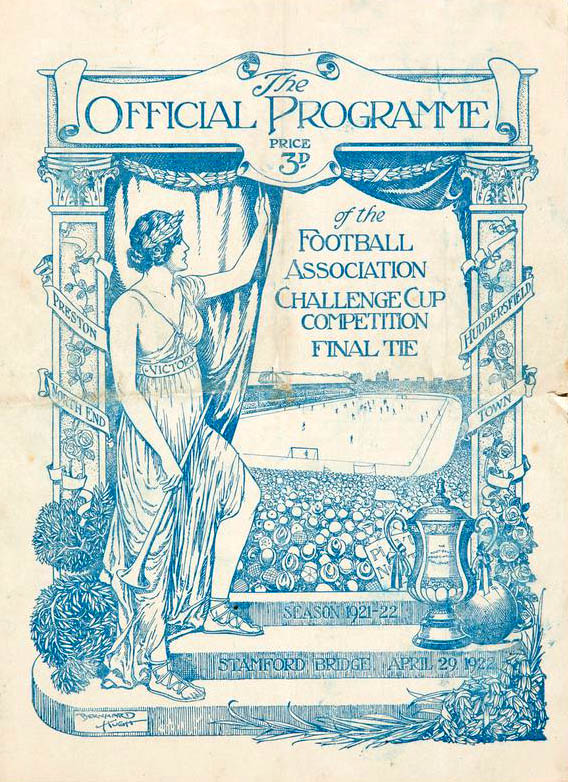
Das Spielprogramm des FA-Cup-Finals von 1922.

Der FA Cup 1921/22 war die 47. Austragung des The Football Association Challenge Cup (meist als FA Cup bekannt).
Der Pokalwettbewerb startete mit der Qualifikation zwischen dem 10. September 1921 und dem 21. Dezember 1921. Die Hauptrunde begann anschließend ab dem 7. Januar 1922 und endete mit dem Finale an der Stamford Bridge in London am 29. April 1922 vor einer Kulisse von offiziell 53.000 Zuschauern. Sieger des Wettbewerbs wurde zum ersten Mal Huddersfield Town. Unterlegener Finalist war Preston North End.

## Wettbewerb

### Erste Hauptrunde
| Datum          |                        | Ergebnis |                         |
| -------------- | ---------------------- | -------- | ----------------------- |
| 7. Januar 1922 | FC Arsenal             | 0:0      | Queens Park Rangers     |
| 7. Januar 1922 | Aston Villa            | 6:1      | Derby County            |
| 7. Januar 1922 | FC Barnsley            | 1:1      | Norwich City            |
| 7. Januar 1922 | Blackburn Rovers       | 1:1      | FC Southport            |
| 7. Januar 1922 | FC Blackpool           | 1:2      | FC Watford              |
| 7. Januar 1922 | Bolton Wanderers       | 1:0      | FC Bury                 |
| 7. Januar 1922 | Bradford Park Avenue   | 1:0      | The Wednesday           |
| 7. Januar 1922 | FC Brentford           | 0:2      | Tottenham Hotspur       |
| 7. Januar 1922 | Brighton & Hove Albion | 1:0      | Sheffield United        |
| 7. Januar 1922 | Bristol City           | 0:0      | Nottingham Forest       |
| 7. Januar 1922 | FC Burnley             | 2:2      | Huddersfield Town       |
| 7. Januar 1922 | FC Chelsea             | 2:4      | West Bromwich Albion    |
| 7. Januar 1922 | FC Everton             | 0:6      | Crystal Palace          |
| 7. Januar 1922 | FC Gillingham          | 1:3      | Oldham Athletic         |
| 7. Januar 1922 | Grimsby Town           | 1:1      | Notts County            |
| 7. Januar 1922 | Hull City              | 5:0      | FC Middlesbrough        |
| 7. Januar 1922 | Leicester City         | 2:0      | Clapton Orient          |
| 7. Januar 1922 | Manchester City        | 3:1      | FC Darlington           |
| 7. Januar 1922 | Manchester United      | 1:4      | Cardiff City            |
| 7. Januar 1922 | FC Millwall            | 4:2      | FC Ashington            |
| 7. Januar 1922 | Newcastle United       | 6:0      | AFC Newport County      |
| 7. Januar 1922 | Northampton Town       | 3:0      | FC Reading              |
| 7. Januar 1922 | Plymouth Argyle        | 1:1      | FC Fulham               |
| 7. Januar 1922 | Port Vale              | 2:4      | FC Stoke                |
| 7. Januar 1922 | FC Portsmouth          | 1:1      | Luton Town              |
| 7. Januar 1922 | Preston North End      | 3:0      | Wolverhampton Wanderers |
| 7. Januar 1922 | FC Southampton         | 3:1      | FC South Shields        |
| 7. Januar 1922 | AFC Sunderland         | 1:1      | Liverpool               |
| 7. Januar 1922 | Swansea Town           | 0:0      | West Ham United         |
| 7. Januar 1922 | Swindon Town           | 2:1      | Leeds United            |
| 7. Januar 1922 | FC Walsall             | 3:3      | Bradford City           |
| 7. Januar 1922 | Worksop Town           | 1:2      | Southend United         |

#### Wiederholungsspiele
| Datum           |                     | Ergebnis |                  |
| --------------- | ------------------- | -------- | ---------------- |
| 11. Januar 1922 | Bradford City       | 4:0      | FC Walsall       |
| 11. Januar 1922 | FC Fulham           | 1:0      | Plymouth Argyle  |
| 11. Januar 1922 | Huddersfield Town   | 3:2      | FC Burnley       |
| 11. Januar 1922 | FC Liverpool        | 5:0      | AFC Sunderland   |
| 11. Januar 1922 | Luton Town          | 2:1      | FC Portsmouth    |
| 11. Januar 1922 | Nottingham Forest   | 3:1      | Bristol City     |
| 11. Januar 1922 | Queens Park Rangers | 1:2      | FC Arsenal       |
| 11. Januar 1922 | FC Southport        | 0:2      | Blackburn Rovers |
| 11. Januar 1922 | West Ham United     | 1:1      | Swansea Town     |
| 12. Januar 1922 | Norwich City        | 1:2      | FC Barnsley      |
| 12. Januar 1922 | Notts County        | 3:0      | Grimsby Town     |
| 16. Januar 1922 | Swansea Town        | 1:0      | West Ham United  |

### Zweite Hauptrunde
| Datum           |                        | Ergebnis |                      |
| --------------- | ---------------------- | -------- | -------------------- |
| 28. Januar 1922 | Aston Villa            | 1:0      | Luton Town           |
| 28. Januar 1922 | FC Barnsley            | 3:1      | Oldham Athletic      |
| 28. Januar 1922 | Bolton Wanderers       | 1:3      | Manchester City      |
| 28. Januar 1922 | Bradford City          | 1:1      | Notts County         |
| 28. Januar 1922 | Bradford Park Avenue   | 2:3      | FC Arsenal           |
| 28. Januar 1922 | Brighton & Hove Albion | 0:0      | Huddersfield Town    |
| 28. Januar 1922 | Crystal Palace         | 0:0      | FC Millwall          |
| 28. Januar 1922 | Leicester City         | 2:0      | FC Fulham            |
| 28. Januar 1922 | FC Liverpool           | 0:1      | West Bromwich Albion |
| 28. Januar 1922 | Northampton Town       | 2:2      | FC Stoke             |
| 28. Januar 1922 | Nottingham Forest      | 3:0      | Hull City            |
| 28. Januar 1922 | Preston North End      | 3:1      | Newcastle United     |
| 28. Januar 1922 | FC Southampton         | 1:1      | Cardiff City         |
| 28. Januar 1922 | Southend United        | 0:1      | Swansea Town         |
| 28. Januar 1922 | Swindon Town           | 0:1      | Blackburn Rovers     |
| 28. Januar 1922 | Tottenham Hotspur      | 1:0      | FC Watford           |

#### Wiederholungsspiele
| Datum           |                   | Ergebnis |                        |
| --------------- | ----------------- | -------- | ---------------------- |
| 1. Februar 1922 | Cardiff City      | 2:0      | FC Southampton         |
| 1. Februar 1922 | Huddersfield Town | 2:0      | Brighton & Hove Albion |
| 1. Februar 1922 | FC Millwall       | 2:0      | Crystal Palace         |
| 1. Februar 1922 | Notts County      | 0:0      | Bradford City          |
| 1. Februar 1922 | FC Stoke          | 3:0      | Northampton Town       |
| 6. Februar 1922 | Notts County      | 1:0      | Bradford City          |

### Dritte Hauptrunde
| Datum            |                      | Ergebnis |                   |
| ---------------- | -------------------- | -------- | ----------------- |
| 18. Februar 1922 | FC Arsenal           | 3:0      | Leicester City    |
| 18. Februar 1922 | FC Barnsley          | 1:1      | Preston North End |
| 18. Februar 1922 | Blackburn Rovers     | 1:1      | Huddersfield Town |
| 18. Februar 1922 | Cardiff City         | 4:1      | Nottingham Forest |
| 18. Februar 1922 | FC Millwall          | 4:0      | Swansea Town      |
| 18. Februar 1922 | FC Stoke             | 0:0      | Aston Villa       |
| 18. Februar 1922 | Tottenham Hotspur    | 2:1      | Manchester City   |
| 18. Februar 1922 | West Bromwich Albion | 1:1      | Notts County      |

#### Wiederholungsspiele
| Datum            |                   | Ergebnis |                      |
| ---------------- | ----------------- | -------- | -------------------- |
| 22. Februar 1922 | Aston Villa       | 4:0      | FC Stoke             |
| 22. Februar 1922 | Huddersfield Town | 5:0      | Blackburn Rovers     |
| 22. Februar 1922 | Notts County      | 2:0      | West Bromwich Albion |
| 22. Februar 1922 | Preston North End | 3:0      | FC Barnsley          |

### Vierte Hauptrunde
| Datum        |                   | Ergebnis |                   |
| ------------ | ----------------- | -------- | ----------------- |
| 4. März 1922 | FC Arsenal        | 1:1      | Preston North End |
| 4. März 1922 | Cardiff City      | 1:1      | Tottenham Hotspur |
| 4. März 1922 | Huddersfield Town | 3:0      | FC Millwall       |
| 4. März 1922 | Notts County      | 2:2      | Aston Villa       |

#### Wiederholungsspiel
| Datum        |                   | Ergebnis |              |
| ------------ | ----------------- | -------- | ------------ |
| 8. März 1922 | Aston Villa       | 3:4      | Notts County |
| 8. März 1922 | Preston North End | 2:1      | Arsenal      |
| 8. März 1922 | Tottenham Hotspur | 2:1      | Cardiff City |

### Halbfinale
Die beiden Spiele wurden am 15. März 1922 ausgetragen.
|                   | Ergebnis |                   | Ort       |
| ----------------- | -------- | ----------------- | --------- |
| Huddersfield Town | 3:1      | Notts County      | Burnley   |
| Preston North End | 2:1      | Tottenham Hotspur | Sheffield |

### Finale
| Huddersfield Town                                   | Huddersfield Town | Preston North End | Preston North End |
| --------------------------------------------------- | --- | --- | ----------------- |
| Huddersfield Town                                   | \| Finale \| \| Samstag, 29. April 1922 in London (Stamford Bridge) \| \| Ergebnis: 1:0 (0:0) \| \| Zuschauer: 53.000 \| \| Schiedsrichter: John Fowler \| \| Spielbericht \|             | \| Finale \| \| Samstag, 29. April 1922 in London (Stamford Bridge) \| \| Ergebnis: 1:0 (0:0) \| \| Zuschauer: 53.000 \| \| Schiedsrichter: John Fowler \| \| Spielbericht \| | Preston North End |
| Huddersfield Town                                   | Sandy Mutch – James Wood, Sam Wadsworth – Charlie Slade, Tom Wilson, Billy Watson – George Richardson, Frank Mann, Ernie Islip, Clem Stephenson, Billy Smith Cheftrainer: Herbert Chapman | James Mitchell – Tom Hamilton, Alex Doolan – Tom Duxbury, Joe McCall, Johnny Williamson – Archibald Rawlings, Frank Jefferis, Billy Roberts, Roland Woodhouse, Peter Quinn    | Preston North End |
| Huddersfield Town                                   | 1:0 Billy Smith (67.) | | Preston North End |
| Finale                                              | | |                   |
| Samstag, 29. April 1922 in London (Stamford Bridge) | | |                   |
| Ergebnis: 1:0 (0:0)                                 | | |                   |
| Zuschauer: 53.000                                   | | |                   |
| Schiedsrichter: John Fowler                         | | |                   |
| Spielbericht                                        | | |                   |